# たかじん やっぱ好きやねん -シングル・コレクション-
『たかじん やっぱ好きやねん -シングル・コレクション-』（たかじん やっぱすきやねん -）は、2014年3月19日にビクターエンタテインメントから発売された、やしきたかじんのベスト・アルバム。

## 背景
2014年1月3日、やしきたかじんが逝去したことを受け発売された、追悼盤。本作はたかじんが1984年～1990年迄と2010年に在籍したビクター＆インビテーションレーベル時代の全シングル表題曲とカップリング曲の計16曲を収録。更にボーナストラックとしてポリスター在籍時の代表曲『東京』、1984年にカセットテープで発表、今回が初CD化となる『秋冬』を加えた全18曲のベスト・アルバムとなっている。

## 収録曲
1. ラヴ・イズ・オーヴァー（4：21）
2. ハーバー・ライト（3：19）
3. あんた（4：08）
4. 愛したあとからメランコリー（3：38）
5. やっぱ好きやねん（4：27）
6. Yume Irankane（new remix version）（4：37）
7. ICHIZU（4：50）
8. 思い出 オン・ザ・ロック（4：22）
9. 未練〜STILL〜（4：15）
10. カウント・ダウン（4：26）
11. 愛することを学ぶのに（4：48）
12. 順子（5：19）
13. なめとんか（4：53）
14. 晴れときどきTAKAJIN（2：54）
15. その時の空（5：05）
16. 大阪恋物語（ニュー･ヴォーカル）（5：23）
17. 東京（4：28）（原盤提供：ポリスター）
18. 秋冬（3：45）
作詞：中山丈二 作曲：堀江童子